# Keith Flint
Keith Charles Flint (17. září 1969, Redbridge, Londýn – 4. března 2019, Great Dunmow, Essex) byl britský zpěvák, tanečník a člen elektronické hudební skupiny The Prodigy.

## Hudební kariéra

### Působení v Prodigy
V začátcích The Prodigy působil jako tanečník, dokud se nerozhodl pro úplnou změnu image. Dlouhé vlasy si dal zkrátit a začal nosit jedinečný účes ve tvaru dvou punkových „kohoutů“, přičemž střed jeho hlavy zůstal vyholený. Skladba Firestarter, ke které sám napsal text, se stala ikonou a tváří The Prodigy.

### Další projekty
Jeho první sólový projekt se nazýval Flint. Byla to skupina se čtyřmi členy: Keith jako zpěvák, Jim Davies jako kytarista a Kieron Pepper s Tony Howlettem jako hráči na bicí. První (limitovaný) singl byl „Asteroids“, avšak první oficiální singl nesl název „Aim 4“, který byl vydaný v červenci 2003. Videoklip k singlu režíroval Jonas Åckerlund, který dělal i klip ke skladbě „Smack My Bitch Up“ od The Prodigy. Později se skupina kvůli neúspěchu rozhodla skončit, ale zanechala po sobě nevydané album Device #1 s deseti skladbami.
Později měl Keith sólový projekt pod názvem Clever Brains Fryin (CBF). První vystoupení měli v červenci 2004 na festivalu Global Gathering. Poté, co The Prodigy vydali album Their law a vydali se na následné turné, přestal Keith se svým projektem CBF vystupovat.

## Osobní život
4. března 2019 spáchal sebevraždu. Nedlouho předtím ho opustila jeho manželka, japonská DJka Mayumi Kai, se kterou se v roce 2006 oženil. Krátce po rozchodu s manželkou upadl Flint do těžkých depresí.